# Minneslag
Minneslag (franska: loi mémorielle) kallas en lag som vill skydda minnet av historiska händelser mot förvanskning och feltolkning. Detta utgör en inskränkning i yttrandefriheten.
Termen myntades av Françoise Chandernagor i en artikel i Le Monde i december 2005, där hon främst kritiserade de franska lagarna av 1990 (Gayssot-lagen, uppkallad efter initiativtagaren Jean-Claude Gayssot) om förintelseförnekelse och 2001 om armeniska folkmordet.